# الحجيرات (مصر)
قرية الحجيرات هي إحدى القرى التابعة لمركز قنا في محافظة قنا في جمهورية مصر العربية. حسب إحصاءات سنة 2006، بلغ إجمالي السكان في الحجيرات 18355 نسمة، منهم 8648 رجل و9707 امرأة.